# Дзумпано
Дзумпано (итал. Zumpano) — коммуна в Италии, располагается в регионе Калабрия, подчиняется административному центру Козенца.
Население составляет 1846 человек, плотность населения составляет 231 чел./км². Занимает площадь 8 км². Почтовый индекс — 87040. Телефонный код — 0984.
Покровителями коммуны почитаются Пресвятая Богородица и святой великомученик Георгий, празднование 23 апреля.